# Metabolos
Metabolos là một chi thực vật có hoa trong họ Thiến thảo (Rubiaceae).

## Loài
Chi Metabolos gồm các loài: